# 塞耶 (密歇根州)
塞耶（英語：Thayer）是位於美國密歇根州戈吉比克縣沃特斯米特鎮區的一個非建制地區。此地得名自鐵路經紀人J·O·塞耶（J. O. Thayer）。

## 地理
塞耶所處的海拔為高於海平面480米（即1575英呎），而該地所採用的時區為UTC-5，即北美东部時區（EST）。同時該地設有夏令時間，為UTC-5調快一小時，即UTC-4（EDT）。